# Zdislavice (Herálec)
Zdislavice (německy Sdislawitz) jsou vesnice, jež je dnes místní částí Herálce.

## Historie
Osada byla poprvé připomínána roku 1307, kdy byla součástí heráleckého panství. V 15. století připadla k panství lipnickému, později k světelskému a okrouhlickému.
| Rok            | 1869 | 1880 | 1890 | 1900 | 1910 | 1921 | 1930 | 1950 | 1961 | 1970 | 1980 | 1991 | 2001 |
| -------------- | ---- | ---- | ---- | ---- | ---- | ---- | ---- | ---- | ---- | ---- | ---- | ---- | ---- |
| Počet obyvatel | 246  | 256  | 208  | 248  | 209  | 178  | 244  | 181  | 239  | 206  | 169  | 126  | 118  |

## Pamětihodnosti
- Boží muka

## Zajímavosti a pamětihodnosti

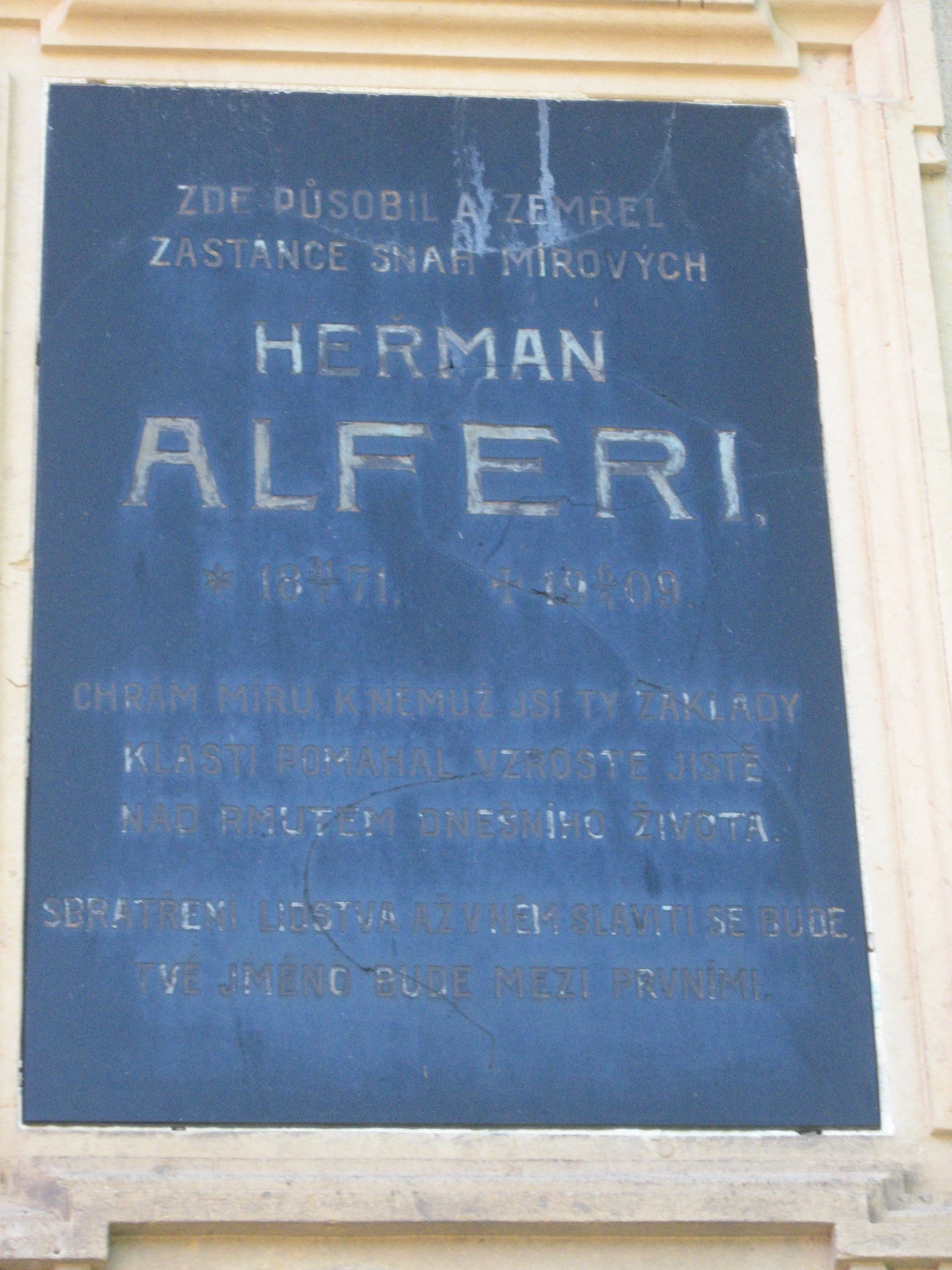
Pamětní deska na budově bývalé školy

Ve Zdislavicích působil jako učitel Heřman Alferi, jeden z největších znalců a propagátorů esperanta v Rakousku-Uhersku. Na budově bývalé školy se nachází jemu věnovaná pamětní deska.